# Annette Haug
Annette Haug (* 1977 in Schwäbisch Hall) ist eine deutsche Klassische Archäologin.
Annette Haug legte 1996 das Abitur am Hohenlohe-Gymnasium Öhringen ab. Sie studierte von 1996 bis 2000 Klassische Archäologie, Kunstgeschichte und Ur- und Frühgeschichte an der Universität Heidelberg. 1998/1999 verbrachte sie mit einem Erasmus-Stipendium in Paris. Im Jahr 2000 hatte sie einen Forschungsaufenthalt am King’s College Cambridge. Von 2000 bis 2003 folgte die deutsch-französische Promotion an den Universitäten Heidelberg und Paris-Sorbonne mit einer von Tonio Hölscher und François Baratte betreuten Arbeit zum Thema Die Stadt als Lebensraum. Eine kulturhistorische Analyse zum spätantiken Stadtleben in Norditalien. 2003/04 forschte sie mit einem Postdoc-Stipendium an der Abteilung Rom des Deutschen Archäologischen Instituts. 2004/05 erhielt sie das Reisestipendium des Deutschen Archäologischen Instituts.
Von 2005 bis 2010 war sie wissenschaftliche Mitarbeiterin am Institut für Klassische Archäologie der Universität Leipzig, unterbrochen 2007 bis 2008 für ein Feodor-Lynen-Stipendium der Alexander von Humboldt-Stiftung. 2009 erfolgte die Habilitation an der Universität Leipzig mit der Arbeit Körperbilder als kulturelle Selbstbeschreibung. Körperkonzeptionen im Athen des 8. und 7. Jh. v. Chr. Im Sommersemester 2010 hatte sie eine Lehrstuhlvertretung am Institut für Klassische Archäologie der Universität Leipzig inne. 2010 erfolgte die Umhabilitation an die Universität München, wo sie fortan mit einem Heisenberg-Stipendium forschte. Haug lehrt seit dem Wintersemester 2012/13 an der Universität Kiel als W3-Professorin für Klassische Archäologie und ist zugleich Direktorin der Antikensammlung. Im Jahr 2013 erhielt sie einen Ruf an die Universität Heidelberg auf die W3-Professur für Klassische Archäologie als Nachfolgerin ihres akademischen Lehrers Tonio Hölscher, eine Berufung kam aber letztlich nicht zustande. 2017 wurde sie zum ordentlichen Mitglied der Akademie der Wissenschaften in Hamburg.
Von 2020 bis 2024 war sie Mitglied im Senat der Deutschen Forschungsgemeinschaft.
Ihre Forschungsschwerpunkte liegen im Bereich der antiken Bildwissenschaft und Urbanistik, der Decor-Prinzipien im spätrepublikanischen und frühkaiserzeitlichen Italien sowie der Erforschung von Atmosphären und Gefühlsräumen. Von 2016 bis 2022 hatte sie an der CAU Kiel eine Forschungsprofessur für die Realisierung des ERC Consolidator Grants "Decorative Principles in Late Republican and Early Imperial Italy" inne. 2025 bis 2029 leitet sie, erneut auf einer Forschungsprofessur, den ERC Advanced Grant "FRAGILE IMAGES. The Fragility, Instability, Ambiguity, and Self-Reflexivity of Images in Roman Art".
Zudem leitet sie zusammen mit Ulrike Peter und Bernhard Weisser das auf 25 Jahre angelegte Akademievorhaben „IMAGINES NVMMORVM. Thesaurus Iconographicus Nummorum Graecorum Online“ an der Berlin-Brandenburgischen Akademie der Wissenschaften, welches im November 2024 in das Forschungsprogramm der Wissenschaftsakademien aufgenommen wurde. Des Weiteren ist sie Co-Direktorin des Forschungsbaus ARCWorlds.
Verheiratet ist Haug mit dem Archäologen und Kulturmanager Andreas Hoffmann.

## Schriften (Auswahl)
Monographien
- Die Stadt als Lebensraum. Eine kulturhistorische Analyse zum spätantiken Stadtleben in Norditalien. Leidorf, Rahden 2003, ISBN 978-3-89646-357-9 (Rezension).
- Die Entdeckung des Körpers. Körper- und Rollenbilder im Athen des 8. und 7. Jahrhunderts v. Chr. De Gruyter, Berlin 2012, ISBN 978-3-11-028169-9.
- mit Dirk Steuernagel: Das Haus XV B (Maison 49, 19) von Megara Hyblaia. Zur architektonischen und funktionalen Gliederung von Zweihofhäusern im hellenistischen Sizilien (= Studien zur antiken Stadt. Band 14). Reichert, Wiesbaden 2014, ISBN 978-3-95490-044-2.
- Bild und Ornament im frühen Athen. Schnell + Steiner, Regensburg 2015, ISBN 978-3-7954-3004-7.
- Decor-Räume in pompejanischen Stadthäusern. Ausstattungsstrategien und Rezeptionsformen (= Decor. Band 1). De Gruyter, Berlin 2020, ISBN 978-3-11-069642-4.
- Öffentliche Räume in Pompeji. Zum Design urbaner Atmosphären. De Gruyter, Berlin 2023, ISBN 978-3-11-099792-7.

Herausgeberschaften
- mit Andreas Hoffmann: Die neuen Bilder des Augustus. Macht und Medien im antiken Rom. Ausstellungskatalog Bucerius Kunst Forum, Hamburg 2022, ISBN 978-3-7774-4048-4.